# 방영웅
방영웅(方榮雄, 1942년 7월 20일 ~2022년 8월 31일)은 대한민국의 소설가이다.
충청남도 예산군 출생으로 휘문고등학교를 졸업한 뒤 1967년 고향 예산을 무대로 한 장편소설 《분례기》(糞禮記)를 《창작과비평》에 연재하면서 문단에 데뷔했다. 박복한 여인 '똥례'를 주인공으로 한 이 소설은 토속적이고 해학적인 작품 경향을 드러내는 데뷔작이면서 그의 대표작이기도 하다.
그의 작품은 치밀한 묘사력과 회화적인 구성력, 객관적인 필치로 한때는 허무주의적 경향을 띠었으나, 나중에는 주변 소시민의 일상생활을 사실적으로 묘사하여 부조리한 세태를 고발하는 데 역점을 두었다. 1969년 한국창작문학상을 수상했다.  주요 작품에 단편 〈바람〉, 〈첫눈〉, 〈무등산〉, 중편 《배우과 관객》, 《봄강》, 《문패와 가방》,  장편 《창공에 부는 바람》 등이 있으며, 창작집 《살아가는 이야기》를 간행하였다.
1969년 한국일보문학상의 제2회 수상자가 되었을 때 만 27세였고, 이는 최연소 수상 기록으로 2005년 만 25세의 김애란이 수상할 때까지 이어졌다.

## 같이 보기
- 한국의 소설가 목록
- 한국 문학